# Maomé ibne Solimão Alcatibe
Maomé ibne Solimão, chamado Alcatibe ("o Secretário"), foi um oficial sênior e comandante do Califado Abássida, conhecido principalmente por suas vitórias contra os carmatas e por sua reconquista da Síria e Egito do Reino Tulúnida.

## Vida

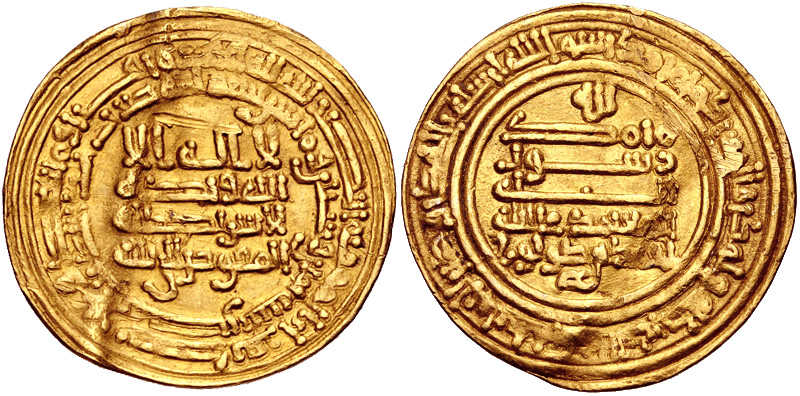
Dinar de ouro de Amade ibne Tulune r.

Como seu sobrenome "Alcatibe" ("o Secretário") indica, foi originalmente um secretário do general tulúnida Lulu, que de Raca governou o norte da Síria em nome do emir autônomo do Egito, Amade ibne Tulune. Quando Lulu desertou para o regente abássida Almuafaque em 882, Maomé seguiu seu mestre e tornou-se secretário na administração califal central. Ele é mencionado novamente por Atabari em 891, como secretário do vizir Abul Saquir Ismail ibne Bulbul. O último apoiou a tentativa fracassada de deposição de Almuafaque e a restauração no poder do califa Almutâmide, mas a reação da população de Bagdá e do exército frustou-os. Nas revoltas resultantes, a casa de Maomé foi incendiada pela multidão.
No entanto, em 896 ele foi um comandante militar e foi confiado com o recrutamento de muitos oficiais que haviam desertado dos tulúnidas por conspirar para matar o novo emir tulúnida, Jaixe ibne Cumarauai. Em 903, foi chefe do departamento do exército (divã aljaixe) e recebeu a missão de lutar contra os carmatas. Os últimos eram uma seita ismaelista radical fundada em Cufa cerca de 874. Originalmente um incômodo esporádico e menor no Sauade, seu poder cresceu rapidamente para proporções alarmantes após 897, quando começaram uma série de revoltas contra os abássidas. Sob a liderança de Abuçaíde Aljanabi, tomaram o Barém (Arábia Oriental) em 899 e no ano seguinte derrotaram um exército califal sob Alabás ibne Anre Alganaui. Outra base foi estabelecia na área em torno de Palmira pelos missionários Iáia ibne Zicrauai, também conhecido pelo nome Saíbe Anaca ("mestre da camela"), e Huceine, provavelmente irmão de Iáia, que tomou o nome de Saíbe Axama ("homem com a marca"). De suas bases no Barém e deserto da Síria, eles investiram contra os centros urbanos das províncias abássidas e tulúnidas, sitiando Damasco e devastando as províncias da Síria. O exército tulúnida pareceu incapaz de pará-los, e o governo abássida resolveu intervir diretamente.

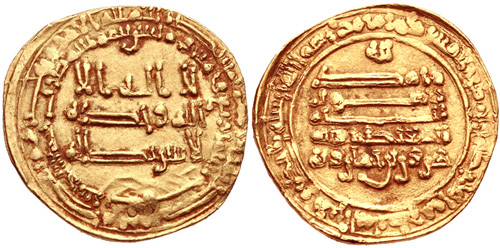
Dinar de emitido em Alepo em 896/897

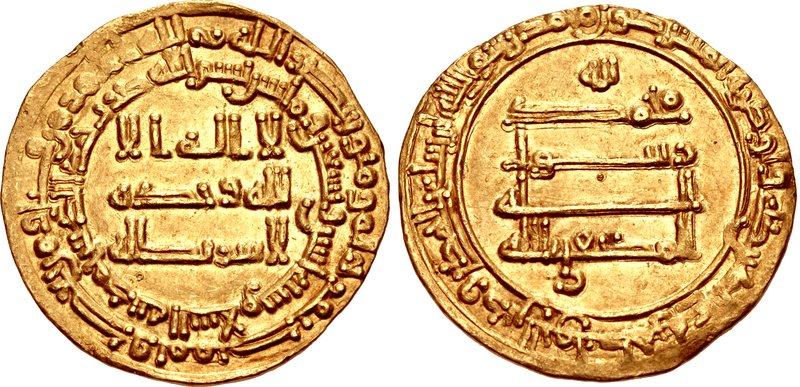
Dinar do califa Almoctafi r.

A campanha foi nominalmente chefiada pelo califa Almoctafi em pessoa, mas ele permaneceu em Raca enquanto Maomé liderou o exército no campo. Em 29 de novembro de 903, o exército abássida sob Maomé encontrou-se com os carmatas numa localização a aproximadamente 24 quilômetros ao sul de Hama, e infligiram-lhes uma derrota esmagadora. O exército carmata dispersou e foi perseguido pelas tropas abássidas; o Saíbe Xamea e os outros líderes carmatas foram executados. Almoctafi retornou para Bagdá, enquanto Maomé permaneceu em Raca para vasculhar a zona rural e aniquilar os rebeldes remanescentes. Ele então prosseguiu para Bagdá, onde entrou em triunfo em 2 de fevereiro de 904. 11 dias depois, presidiu sobre uma execução pública dos líderes carmatas ao lado do saíbe da xurta da capital, Amade ibne Maomé Aluatiqui. Cinco dias depois desta cerimônia, Maomé novamente deixou a capital como chefe dum exército, que compreendia 10 000 soldados segundo Atabari, e encarregou-se com a recuperação do sul da Síria e Egito dos tulúnidas.
Sua campanha era para ser auxiliada pelo mar por uma frota dos distritos fronteiriços da Cilícia sob Damião de Tarso. Damião liderou uma frota pelo rio Nilo, atacou suas costas e evitou que suprimentos para as forças tulúnidas fossem embarcados nele. O regime tulúnida já havia sido enfraquecido por tumulto interno e rivalidades dos vários grupos étnicos no exército, que causou a deserção de Badre Alhamami e outros oficiais seniores para os abássidas; o regime foi ainda mais enfraquecido pelos raides destrutivos dos carmatas e sua inabilidade para lidá-lo. O avanço abássida foi majoritariamente impopular, e em dezembro, o emir Harune ibne Cumarauai foi assassinado por seus tios Ali e Xaibã. Este último tomou as rédeas do Estado, mas o assassinato causou mais deserções para os abássidas, incluindo do governador de Damasco, Tugueje ibne Jufe. Em janeiro, o exército abássida chegou diante de Fostate. Xaibã abandonou suas tropas durante a noite, e a capital tulúnida rendeu-se. Os abássidas vitoriosos destruíram a capital fundada pelos tulúnidas em Alcatai (situada junto a Fostate), com exceção da grande {ilc|Mesquita de ibne Tulune|Mesquita de ibn Tulun|Mesquita de Ibn Tulun|Mesquita ibn Tulun|Mesquita Ibn Tulun}}. Os membros da família tulúnida e seus principais aderentes foram presos e deportados para Bagdá, enquanto suas propriedades foram confiscadas. Maomé deixou o Egito para o novo governador, Issa de Nuxar, e retornou para a Síria, onde foi preso logo depois por desviar grande parte do espólio obtido com sua conquista.